# Teoría de cribas

Animación relativa a la criba de Eratóstenes.

La teoría de cribas es un conjunto de técnicas generales en teoría de números, diseñadas para contar o estimar el tamaño de un conjunto de números enteros. El ejemplo primordial de un conjunto tamizado es conjunto de números primos menores iguales a x. Correspodientemente, el ejemplo primordial es la criba de Eratóstenes, o más general, la criba de Legendre. El ataque directo sobre los números primos usando estos métodos muestra obstáculos aparentemente insuperables, en el camino de la acumulación de términos de errores. 
Un resultado exitoso es la aproximación de un conjunto tamizado en específico (por ejemplo, el conjunto de números primos) por otro conjunto simple (por ejemplo, el conjunto de los números casi primos), que suele ser un poco más grande que el conjunto original y más fácil de analizar. Cribas más sofisticadas no trabajan directamente con el conjunto en si, sino que cuentan de acuerdo con funciones de peso cuidadosamente elegidas en el conjunto.

## Tipos de cribas
Entre las cribas modernas se encuentran la Criba de Brun, la criba de Atle Selberg y el cribado grande. Uno de los objetivos generales de la teoría de cribas era la de tratar de aclarar las conjeturas en teoría de números, tales como la conjetura de los números primos gemelos. Aunque los objetivos originales no se han logrado, ha habido algunos éxitos parciales, especialmente en combinación con otras herramientas en teoría de números. Algunos aspectos destacados son:
1. Teorema de Brun, afirma que la suma de los inversos de los números primos gemelos converge (en contraste a la suma de los inversos de los números primos, que diverge).
2. Teorema de Chen, nos dice que existen infinitos números primos p tales que p+2 es primo o semiprimo (el producto de dos primos). Este teorema está muy relacionado al teorema que dice que todo número par suficientemente grande es la suma de dos primos o un primo y un semiprimo.
3. Lema fundamental de la teoría de cribas, afirma (de una manera aproximada) que si uno está cribando un conjunto de N números, entonces uno puede estimar el número de elementos restantes después de {\displaystyle N^{\epsilon }} iteraciones para n suficientemente pequeño (fracciones de hasta 1/10 son típicas aquí). Este lema resulta por lo general demasiado débil para cribar primos (algo que por lo general requiere unas {\displaystyle N^{1/2}} iteraciones), pero puede ser suficiente para obtener resultados concernientes a los números casi primos.
4. Teorema de Bombieri-Friedlander-Iwaniec, afirma que hay infinitos números primos de la forma {\displaystyle a^{2}+b^{4}}.

## Métodos y técnicas
Las técnicas de teoría de cribas pueden ser muy poderosas, pero parece ser limitado por un problema llamado paridad, este problema asegura que dado un conjunto cuyos elementos son todos producto de un número par (o impar) de factores primos, los métodos de teoría de cribas no están en condiciones para dar comportamientos asintóticos no triviales, de dicho conjunto.
Comparado con otros métodos en teoría de números, la teoría de cribas es comparativamente elemental, en el sentido de que no es necesario requerir de conceptos sofisticados, bien sea de teoría algebraica de números o teoría analítica de números. Sin embargo las más avanzadas cribas pueden ser muy delicadas e intrigadoras (especialmente cuando combina técnicas de teoría de números) y muchos textos de la teoría de números se han dedicado a este subcampo.